# Кінгстон Мутандва
Кі́нгстон Мута́ндва (англ. Kingstone Mutandwa; нар. 5 січня 2003, Чибомбо) — замбійський футболіст, нападник італійського клубу «Кальярі» та збірної Замбії.

## Клубна кар'єра
Виступав за молодіжні команди клубів «Атлетіко» (Лусака) та «Маккабі» (Петах-Тіква). Влітку 2023 року перейшов в італійський клуб «Кальярі». 2 вересня 2023 року дебютував за молодіжну команду в матчі Прімавери проти «Інтернаціонале».
3 березня 2024 року дебютував в основному складі «Кальярі» в матчі Серії A проти «Емполі», замінивши Джанлуку Лападулу. 23 травня того ж року в поєдинку Серії A проти «Фіорентіни» забив свій перший гол за «Кальярі».
18 червня 2024 року продовжив контракт з «Кальярі» до літа 2027 року, а 25 вересня того ж року продовжив до 2028 року.

## Кар'єра в збірній
2023 року виступав за збірну Замбії до 20 років на молодіжному Кубку африканських націй, що проходив в Єгипті. На турнірі провів 3 матчі, відзначившись голом проти збірної Тунісу.
13 грудня 2023 року включений в попередню заявку збірну Замбії головним тренером Аврамом Грантом для участі в фінальній частині Кубка африканських націй в Кот-д'Івуарі, але в остаточну заявку не потрапив.
21 травня 2024 року отримав виклик в збірну Замбії для участі в матчах відбіркового турніру до чемпіонату світу 2026 проти збірних Марокко та Танзанії. 11 червня в поєдинку з Танзанією дебютував за збірну Замбії, вийшовши на заміну Евансу Кангві.

## Статистика виступів

### Клубна статистика
Станом на 28 квітня 2025 
| Клуб              | Сезон             | Чемпіонат         | Чемпіонат | Чемпіонат | Кубок | Кубок | Єврокубки | Єврокубки | Інші  | Інші | Всього | Всього |
| Клуб              | Сезон             | Дивізіон          | Матчі     | Голи      | Матчі | Голи  | Матчі     | Голи      | Матчі | Голи | Матчі  | Голи   |
| ----------------- | ----------------- | ----------------- | --------- | --------- | ----- | ----- | --------- | --------- | ----- | ---- | ------ | ------ |
| Кальярі           | 2023–24           | Серія A           | 5         | 1         | 0     | 0     | —         | —         | —     | —    | 5      | 1      |
| Кальярі           | 2024–25           | Серія A           | 5         | 0         | 1     | 0     | —         | —         | —     | —    | 6      | 0      |
| Всього за кар'єру | Всього за кар'єру | Всього за кар'єру | 10        | 1         | 1     | 0     | 0         | 0         | 0     | 0    | 11     | 1      |

### Міжнародна статистика
Станом на 6 вересня 2024 
| Збірна            | Сезон             | Товариські | Товариські | Офіційні | Офіційні | Всього | Всього |
| Збірна            | Сезон             | Матчі      | Голи       | Матчі    | Голи     | Матчі  | Голи   |
| ----------------- | ----------------- | ---------- | ---------- | -------- | -------- | ------ | ------ |
| Замбія            |                   |            |            |          |          |        |        |
| 2024              | 0                 | 0          | 2          | 0        | 2        | 0      |        |
| Всього за кар'єру | Всього за кар'єру | 0          | 0          | 2        | 0        | 2      | 0      |

### Матчі за збірну
Станом на 6 вересня 2024 
| Матчі Кінгстона Мутандви за збірну Замбії | Матчі Кінгстона Мутандви за збірну Замбії | Матчі Кінгстона Мутандви за збірну Замбії | Матчі Кінгстона Мутандви за збірну Замбії | Матчі Кінгстона Мутандви за збірну Замбії | Матчі Кінгстона Мутандви за збірну Замбії | Матчі Кінгстона Мутандви за збірну Замбії | Матчі Кінгстона Мутандви за збірну Замбії |
| №                                         | Дата                                      | Суперник                                  | Рахунок                                   | Голи                                      | Картки                                    | Хвилини                                   | Змагання                                  |
| ----------------------------------------- | ----------------------------------------- | ----------------------------------------- | ----------------------------------------- | ----------------------------------------- | ----------------------------------------- | ----------------------------------------- | ----------------------------------------- |
| 1                                         | 11 червня 2024                            | Танзанія                                  | 0–1                                       |                                           |                                           | 3'                                        | Відбіркові матчі ЧС-2026                  |
| 2                                         | 6 вересня 2024                            | Кот-д'Івуар                               | 0–2                                       |                                           |                                           | 15'                                       | Відбіркові матчі КАН-2025                 |

Всього: 2 матчі / 0 голів; 0 перемог, 0 нічиїх, 2 поразки.